# Tarenna
Tarenna är ett släkte av måreväxter. Tarenna ingår i familjen måreväxter.

## Dottertaxa tillTarenna, i alfabetisk ordning[1]
- Tarenna acuminata
- Tarenna acutisepala
- Tarenna adangensis
- Tarenna adpressa
- Tarenna agumbensis
- Tarenna alleizettei
- Tarenna alpestris
- Tarenna angustifolia
- Tarenna annamensis
- Tarenna arborescens
- Tarenna asiatica
- Tarenna attenuata
- Tarenna austrosinensis
- Tarenna baconoides
- Tarenna bakeri
- Tarenna barbellata
- Tarenna bartlettii
- Tarenna bartlingii
- Tarenna baviensis
- Tarenna bipindensis
- Tarenna bonii
- Tarenna borneensis
- Tarenna brachysiphon
- Tarenna brevicymigera
- Tarenna bridsoniana
- Tarenna burttii
- Tarenna calliblepharis
- Tarenna campaniflora
- Tarenna canarica
- Tarenna capitata
- Tarenna capuroniana
- Tarenna catanduanensis
- Tarenna celebica
- Tarenna chevalieri
- Tarenna ciliolata
- Tarenna cinerea
- Tarenna citrina
- Tarenna collinsae
- Tarenna compactiflora
- Tarenna conferta
- Tarenna confusa
- Tarenna congensis
- Tarenna coriacea
- Tarenna costata
- Tarenna crassifolia
- Tarenna cumingiana
- Tarenna curtisii
- Tarenna dallachiana
- Tarenna dasyphylla
- Tarenna debilis
- Tarenna depauperata
- Tarenna disperma
- Tarenna drummondii
- Tarenna ebracteata
- Tarenna eketensis
- Tarenna elongata
- Tarenna eucrantha
- Tarenna evansii
- Tarenna flava
- Tarenna forsteniana
- Tarenna fragrans
- Tarenna funebris
- Tarenna fuscoflava
- Tarenna gibbsiae
- Tarenna gilletii
- Tarenna glaberrima
- Tarenna gossweileri
- Tarenna gracilipes
- Tarenna gracilis
- Tarenna grandiflora
- Tarenna grevei
- Tarenna harmandiana
- Tarenna helferi
- Tarenna hexamera
- Tarenna hirsuta
- Tarenna hispidula
- Tarenna hoaensis
- Tarenna hosei
- Tarenna hutchinsonii
- Tarenna ignambiensis
- Tarenna incana
- Tarenna inops
- Tarenna insularis
- Tarenna jolinonii
- Tarenna joskei
- Tarenna junodii
- Tarenna keyensis
- Tarenna kivuensis
- Tarenna lanceolata
- Tarenna lancifolia
- Tarenna lancilimba
- Tarenna lasiorhachis
- Tarenna laticorymbosa
- Tarenna latifolia
- Tarenna laui
- Tarenna leioloba
- Tarenna leonardii
- Tarenna lifouana
- Tarenna limbata
- Tarenna littoralis
- Tarenna loheri
- Tarenna longifolia
- Tarenna longipedicellata
- Tarenna luhomeroensis
- Tarenna luteola
- Tarenna luzoniensis
- Tarenna macroptera
- Tarenna maingayi
- Tarenna membranacea
- Tarenna meyeri
- Tarenna microcarpa
- Tarenna mollis
- Tarenna mollissima
- Tarenna monosperma
- Tarenna monticola
- Tarenna multinervia
- Tarenna mussaendoides
- Tarenna nilagirica
- Tarenna nilotica
- Tarenna nitida
- Tarenna nitidula
- Tarenna nitiduloides
- Tarenna oblanceolata
- Tarenna oblonga
- Tarenna obtusifolia
- Tarenna odorata
- Tarenna ogoouensis
- Tarenna palawanensis
- Tarenna pallida
- Tarenna pallidula
- Tarenna pangasinensis
- Tarenna pauciflora
- Tarenna pavettoides
- Tarenna peekeliana
- Tarenna pembensis
- Tarenna pentamera
- Tarenna petitii
- Tarenna pilosa
- Tarenna polycarpa
- Tarenna polysperma
- Tarenna precidantenna
- Tarenna principensis
- Tarenna puberula
- Tarenna pubiflora
- Tarenna pubinervis
- Tarenna pubituba
- Tarenna pulchra
- Tarenna pumila
- Tarenna quadrangularis
- Tarenna quocensis
- Tarenna rhypalostigma
- Tarenna ridleyi
- Tarenna roseicosta
- Tarenna rudis
- Tarenna rwandensis
- Tarenna sakae
- Tarenna sambucina
- Tarenna scaberula
- Tarenna scabrida
- Tarenna sechellensis
- Tarenna seemanniana
- Tarenna sinica
- Tarenna spiranthera
- Tarenna stellulata
- Tarenna stenantha
- Tarenna subsessilis
- Tarenna sumatrana
- Tarenna sumatrensis
- Tarenna sylvestris
- Tarenna sylvicola
- Tarenna thomasii
- Tarenna thorelii
- Tarenna thouarsiana
- Tarenna tonkinensis
- Tarenna trichurensis
- Tarenna truncatocalyx
- Tarenna tsangii
- Tarenna uniflora
- Tarenna unioensis
- Tarenna uzungwaensis
- Tarenna valida
- Tarenna wallichii
- Tarenna wangii
- Tarenna vanprukii
- Tarenna warburgiana
- Tarenna weberifolia
- Tarenna verticillata
- Tarenna vignei
- Tarenna winkleri
- Tarenna wrayi
- Tarenna yappii
- Tarenna yunnanensis